# Orrin Hatch
Orrin Hatch (22. března 1934 Pittsburgh, Pensylvánie, USA – 23. dubna 2022 Salt Lake City, USA) byl americký republikánský politik.
V roce 1959 získal diplom z historie na Brigham Young University a v roce 1962 titul J.D. na University of Pittsburgh School of Law. Od roku 1977 do roku 2019 byl senátorem za stát Utah v Senátu Spojených států amerických. V senátu strávil celkem 42 let a k dubnu 2021 byl jako nejdéle působící republikánský senátor v historii a šestým nejdéle působícím senátorem vůbec.
V roce 2000 se ucházel o republikánskou nominaci na prezidenta, ale potom, co v primárkách v Iowě skončil na posledním místě, odstoupil z boje a podpořil George W. Bushe.
Hudebník Frank Zappa složil skladbu „Orrin Hatch On Skis“, která vyšla na albu Guitar v roce 1988.